# Byle do dzwonka
Byle do dzwonka (ang. Saved by the Bell) – amerykański serial młodzieżowy nadawany przez stację NBC od 20 sierpnia 1989 do 22 maja 1993.

## Fabuła
Serial opisuje perypetie grupki przyjaciół: Zacka (Mark-Paul Gosselaar), Kelly (Tiffani-Amber Thiessen), Lisy (Lark Voorhies), Samuela (Dustin Diamond), Alberta (Mario Lopez) i Jessiki (Elizabeth Berkley), którzy uczęszczają do liceum Bayside w Palisades w Kalifornii.

## Obsada

### Główni
- Mark-Paul Gosselaar jako Zachary „Zack” Morris
- Tiffani-Amber Thiessen jako Kelly Kapowski
- Lark Voorhies jako Lisa Marie Turtle
- Dustin Diamond jako Samuel „Screech” Powers
- Mario Lopez jako Albert Clifford „A.C.” Slater
- Elizabeth Berkley jako Jessica Myrtle Spano
- Dennis Haskins jako dyrektor Richard Belding

### Pozostali
- Ed Alonzo jako Max
- Tori Spelling jako Violet Anne Bickerstaff
- Leanna Creel jako Tori Scott
- Leah Remini jako Stacey Carosi